# New Ross (Indiana)
New Ross è un comune degli Stati Uniti d'America, situato nello Stato dell'Indiana, nella contea di Montgomery.